# Sztregonya
Sztregonya románul: Bujoru, település Romániában (Erdély, Hunyad megye.

## Fekvése
Jófőtől délkeletre fekvő település.

## Története
Sztregonya, Szteregonya nevét 1491-ben p. Stregowanya, p. Sthregowanyanéven említette először oklevél, mint Déva vára tartozékát, Jófő város birtokát.
1733-ban Stregoja, 1750-ben Szteregoja, 1760–1762 között Sztregonya, 1806-ban Szteregonya, 1808-ban Szteregonya, Stregen, Szteregojajá {! Szteregoajá?}, 1913-ban Sztregonya néven írták.
A trianoni békeszerződés előtt Hunyad vármegye Marosillyei járásához tartozott.
1910-ben 259 görögkeleti ortodox román lakosa volt.

## Források

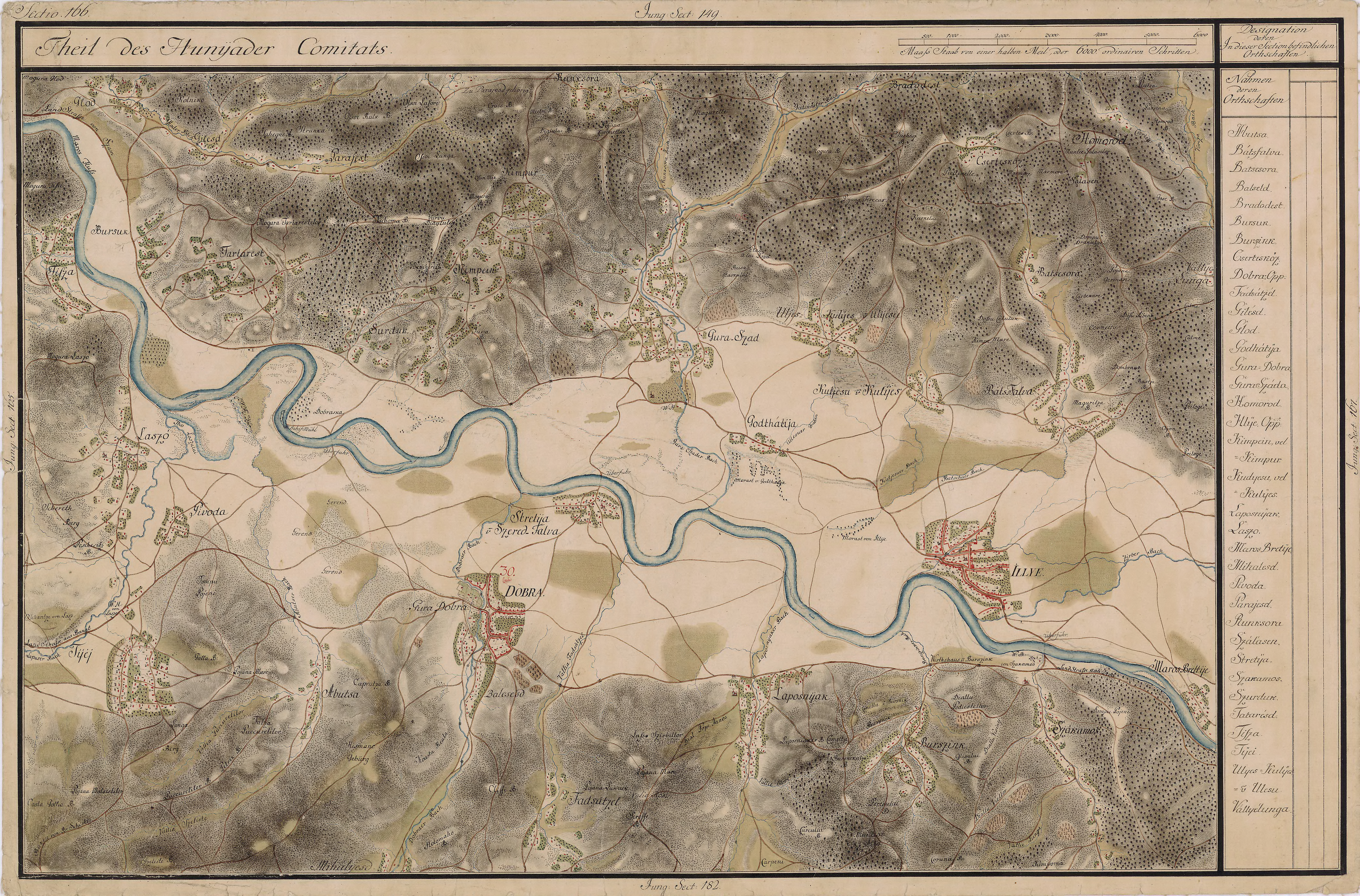
Sztregonya egy régi térképen
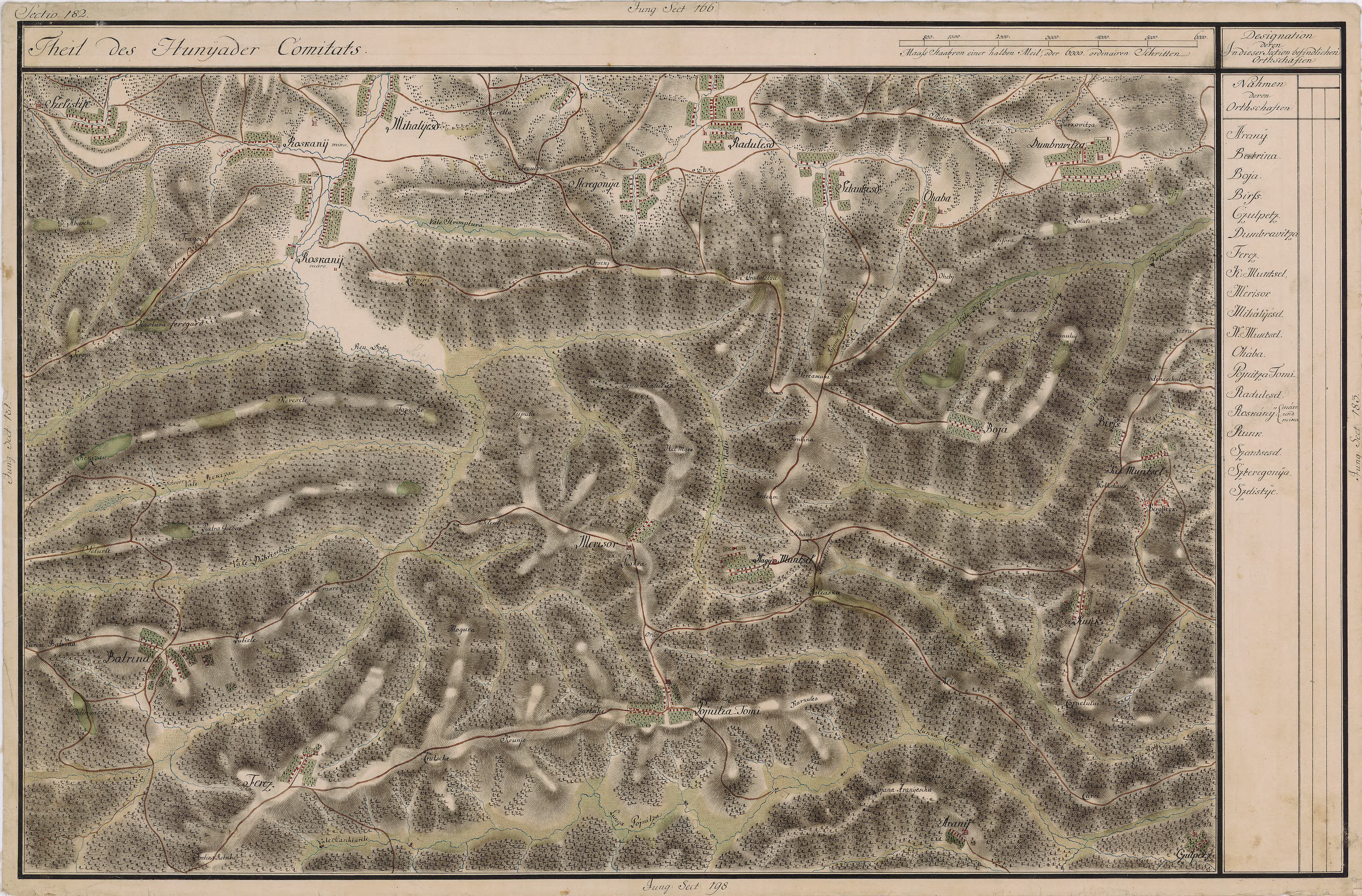
Sztregonya és környéke